# Ramree
Ramree (birmanisch ရမ်းဗြဲကျွန်း) ist mit ca. 1350 km² die größte Insel des südostasiatischen Staates Myanmar (Birma) und die drittgrößte im Golf von Bengalen. Sie liegt vor der Küste und gehört zum Bundesstaat Rakhaing.

## Geografie
Die Küste Myanmars ist in diesem Abschnitt von Sümpfen mit Mangrovenbewuchs geprägt. Ramree ist auf einer Strecke von gut 8 km nur durch einen schmalen Kanal von 140 bis 400 m Breite vom Festland getrennt. Durch die Sümpfe ist die Form der Insel schwer auszumachen; große Teile stehen unter Wasser, darunter ein etwa 90 km² großes Gebiet im Norden der Insel. In allen vier Himmelsrichtungen und im Nordosten befinden sich lange, schmale, flussähnliche Meeresarme, die längsten im Westen (etwa 24 km) und im Nordosten (ca. 18 km). Der höchste Punkt ist der 305 Meter hohe Hügel Zikha Taung in der Nähe des Westufers im südlichen Teil. 2,3 km südlich von Ramree befindet sich die 21,6 km² große bewohnte Insel Saga Kyun, 9 km südwestlich befindet sich Cheduba, die etwa halb so groß wie Ramree ist.
Hauptort der Insel ist das namensgebende Ramree im Osten (am Meeresarm). Weitere größere Siedlungen sind die Distrikthauptstadt Kyaukphyu an der Nordspitze (2014: 44.500 Einwohner), Sane nördlich der Inselmitte, Kyauk Ni Maw im äußersten Süden und Taungmo an der mittleren Nordostküste.

### Infrastruktur
Eine Brücke über den Kanal verbindet die Insel mit dem Festland, die Straße führt nach Sittwe im Norden und Pyay im Süden. In der anderen Richtung führt die Hauptstraße zum Flughafen Kyaukphyu nach Norden, zwei Straßen zweigen nach Ramree ab. Von Ramree aus führen je eine Straße nach Westen, Südwesten und Osten, die ersteren beiden kreuzen sich bei Ye Yu und führen noch weiter in den Süden. Häfen befinden sich in Kyaukphyu, Ramree und Hone Wa im Süden. Angefahren werden die jeweils anderen Häfen sowie Sittwe von Kyaukphyu und Taungup von Hone Wa aus.

## Geschichte
Während des Zweiten Weltkrieges im Januar und Februar 1945 fand auf der Insel die Schlacht von Ramree (Operation Matador), Teil der Südfront 1944/45 des Burmafeldzuges der 14. britischen Armee, statt, bei der britische Soldaten unter Cyril Lomax gegen einen Teil der japanischen Armee unter Kan’ichi Nagazawa kämpften. Die Schlacht endete mit einem Sieg der Alliierten, die Japaner erlitten große Verluste und waren gezwungen, in die Sümpfe auf der Festlandseite zu fliehen. Hier sollen Leistenkrokodile um die 400 von ihnen getötet haben; Guinness World Records erkennt dies als schwerste von Tieren verursachte Katastrophe aller Zeiten an. Es sollen lediglich 20 Japaner mit dem Leben davongekommen sein. Da aber von britischer Seite keine Berichte existieren und Zeitzeugen die Ereignisse nicht bestätigen konnten, gilt die Geschichte heute als moderne Sage. Bestätigt ist aber der Tod von 10 bis 15 japanischen Soldaten, die von Krokodilen angegriffen wurden, als sie den Fluss Min Chaung nahe Ramree überqueren wollten. Tatsächlich starben wohl viele Japaner auf der Flucht durch andere Ursachen wie Dehydration, Ertrinken, britische Angriffe und Hinterhalte, Dysenterie und eventuell sogar Haiangriffe. Insgesamt starb etwa die Hälfte der gut 1000 japanischen Soldaten in der Schlacht von Ramree.
Leistenkrokodile waren bis in die 1960er Jahre in der Region weit verbreitet, in den 1980er Jahren waren jedoch nur noch vereinzelt Exemplare vorhanden. Dies hängt vermutlich mit der Jagd auf Krokodile zusammen.

## Pipeline
2011 war der Baubeginn einer Gaspipeline, die an der Küste des Indischen Ozeans entlangführt und Öl aus dem Mittleren Osten sowie Gas von Myanmars Küste in die chinesische Provinz Yunnan transportiert. Dazu wurde in Kyaukphyu auf Ramree ein Tiefwasserhafen gebaut. Dies soll Chinas Angewiesenheit auf Ozeanpipelines und die Malakkastraße verringern und die Transportzeit um zwei Wochen verkürzen. Die Pipelinegebühren und der Verkauf des Gases stellen für Myanmar große Einkommensquellen dar. Der myanmarische Teil der Pipeline wurde am 12. Juni 2013 fertiggestellt; am 21. Oktober 2013 floss das erste Gas. Die Ölpipeline wurde im August 2014 fertiggestellt.